# برنارد اسلید
برنارد اسلید (انگلیسی: Bernard Slade؛ زادهٔ ۲ مه ۱۹۳۰ - درگذشته ۳۰ اکتبر ۲۰۱۹) فیلم‌نامه‌نویس و نمایشنامه‌نویس اهل کانادا بود.
از فیلم‌ها یا مجموعه‌های تلویزیونی که وی در آن‌ها نقش داشته استT می‌توان به راهبه پرنده و سال بعد، همین موقع اشاره نمود.